# Christophe Amiot
Pour les articles homonymes, voir Amiot.
Christophe Amiot (né le 20 avril 1960) est un architecte en chef des monuments historiques, responsable de la Lozère, de l'Aveyron, de l'Orne et de la Sarthe.

## Biographie
Christophe Amiot est architecte DPLG, docteur en histoire, architecte du patrimoine diplômé de l'école de Chaillot. Il est également membre du comité de la Société d'Histoire et d'Archéologie de Bretagne et de la Société Française d'Archéologie.

## Distinctions
- 1994 : Chevalier des Arts et des Lettres[1].